# Abd Al·lah ibn Ibrahim
Mirza Sultan Abd Al·lah Xirazi conegut com a Abd Al·lah ibn Ibrahim (Siraz, 19 de març de 1433-Samarcanda 22 de juny de 1451) fou besnet de Tamerlà, net de Xah Rukh i fill d'Ibrahim Mirza, i kan dels timúrides de Transoxiana. La seva mare era Mihr Sultan Khatun bint Alushera.
En el regnat de Xah Rukh (1405-1447) va ocupar el govern del Fars (on va succeir al seu pare Ibrahim ibn Shah Rukh quan aquest va morir el 3 de maig de 1435) sota la regència de Shaykh Muhabb al-Din Abu l-Khayr. Aquest darrer va limitar les despeses de l'administració i fou destituït per les queixes dels amirs locals (1441/1442), però restablert el 1446.
El seu cosí Sultan Muhammad Mirza volia incorporar el Fars al seu feu i es va presentar davant Shiraz, que va assetjar (novembre-desembre de 1446) però es va haver de retirar en acudir Shah Rukh amb les seves forces; però el kan suprem va morir poc després el 12 de març de 1447 i llavors Sultan Muhammad va derrotar les forces d'Abd Allah ibn Ibrahim (1447) i aquest, amb 14 anys, va haver de fugir a Estakr, i finalment se li va concedir escollir el lloc d'exili, i va triar Herat on esperava obtenir el govern de Khurasan, però no va tenir cap opció.
Quan Ulug Beg de Samarcanda es va acostar a Herat (1448) per defensar la seva successió enfront d'altres pretendents, Abd Allah se li va unir durant la batalla de Tarnab. Ulug Beg el va enviar, junt amb el seu propi fill Abd al-Latif Mirza, com a delegats a Bistam i Astarabad; Abd Allah va retornar aviat i no va participar en les maquinacions del fill Abd al-Latif Mirza contra el pare.
El 1449, en els primers combats menors entre pare i fill, aquest darrer el va fer presoner, però el va deixar en llibertat; Abd al-Latif va entrar a Samarcanda (octubre) i va fer matar el seu pare (25 d'octubre de 1549), però al seu torn fou assassinat el 9 de maig de 1550; llavors els amirs van portar al tron al jove Abd Allah amb 17 anys; els seus patrocinadors eren els caps mongols i turcs de Samarcanda i el xeic Burhan al-Din ibn Hisham al-Din.
Abd Allah es va proclamar Khan de Txagatai. Tamerlà havia usurpat el poder als kans de Txagatai, però no fou reconegut més que a Samarcanda i la Transoxiana. Al mateix temps havia estat alliberat a Bukharà Abu Said que va reclamar el tron; aquest va obtenir molts suports i després d'un intent fracassat sobre Bukharà, a finals d'any va conquerir Yasi (Turkestan) i les forces d'Abd Allah es van retirar. El 1451 el kan uzbek Abu l-Khayr va donar suport a Abu Said i aquest va derrotar fàcilment a Abd Allah prop de Samarcanda, i el va fer matar (22 de juny de 1451).
Es va casar dues vegades amb una filla d'Ulug Beg i una filla de l'emir Kuday Kuli, però probablement no va tenir fills.